# Mountainbike
En mountainbike eller terræncykel er en solid cykeltype, der oprindeligt er beregnet til kørsel i råt terræn. Cyklen har typisk brede dæk med grove dækmønstre, en meget solid/tyk ramme og et lige styr. Samtidigt har cyklerne altid meget lave gearinger, der gør det muligt at køre op ad meget stejle bakker.
Ligesom med andre cykeltyper findes der mange variationer over mountainbikes. Nogle har fjedrende forgaffel, fjedre indbygget i stellet og skivebremser. Andre cykler er mere basale i konstruktionen og er blot beregnet til almindelig hverdagskørsel og enkelte ture i skoven. Som regel leveres mountainbikes uden hverdagsudstyr som bagagebærer m.m.
Mountainbikes kan deles op i tre kategorier: Rigid, hardtail og full suspension MTB'er. Hvis den er rigid (stiv), er der ingen affjedring; hvis den er hardtail, har den affjerding foran, mens der ved en full suspension også er affjerding bagpå.

## Konkurrencer
Danmark har flotte traditioner inden for mountainbikeløb, og har blandt andet fostret verdensmestre som Henrik Djernis og Michael Rasmussen.
Den danske rytter Annika Langvad vandt VM på maraton distancen i 2011 og 2012.

## Discipliner
- Cross Country (XC)
- Downhill (DH)
- All Mountain (AM)
- Freeride (FR)
- Dirt jump (DJ)
- Enduro

## Hjelm
En mountainbikehjelm er mere sikker end en almindelig cykelhjelm. Alle cykelhjelme i Europa skal som minimum være CE-mærket med en EN 1078 godkendelse.